# Elizabethtown (Carolina del Norte)
Elizabethtown es un pueblo ubicado en el condado de Bladen en el estado estadounidense de Carolina del Norte. Es sede del condado de Bladen. La localidad en el año 2000, tenía una población de 3.698 habitantes en una superficie de 12 km², con una densidad poblacional de 311.2 personas por km².

## Geografía
Elizabethtown encuentra ubicado en las coordenadas 34°37′32″N 78°36′44″O / 34.62556, -78.61222. Según la Oficina del Censo, la localidad tiene un área total de 12 km² (4,6 mi²), de la cual 11,9 km² (4,6 mi²) es tierra y 0,1 km² (0 mi²) (0.65%) es agua.

### Localidades adyacentes
El siguiente diagrama muestra a las localidades en un radio de 20 kilómetros (12,4 mi) de Elizabethtown.

## Demografía
En el 2000 la renta per cápita promedia del hogar era de $21.944, y el ingreso promedio para una familia era de 38.750. En 2000 los hombres tenían un ingreso per cápita de $36.133 contra $25.417 para las mujeres. El ingreso per cápita para la localidad era de $15.303. Alrededor del 31.10% de la población estaba bajo el umbral de pobreza nacional.